# 高橋敏弘
高橋 敏弘（たかはし としひろ、1967年9月26日 - ）は、日本の実業家、映画プロデューサー。松竹株式会社代表取締役社長。

## 人物・経歴
1967年9月26日生まれ。1990年3月、立教大学経済学部卒業。同年4月、松竹株式会社入社。
2006年4月、同社経営企画室経営企画スタッフ次長、同年8月、同社グループ企画室長・経営情報企画部経営企画室次長。
2011年3月、同社映像統括部部長、2012年4月、同社映像本部付部長映像統括担当兼映像調整部担当、2015年、同社取締役。
2020年、同社取締役映像本部長、2021年、同社専務取締役。
2023年5月、同社代表取締役社長に就任。